# Fußball-Weltmeisterschaft 2010/Niederlande
Dieser Artikel behandelt die niederländische Nationalmannschaft bei der Fußball-Weltmeisterschaft 2010 in Südafrika.

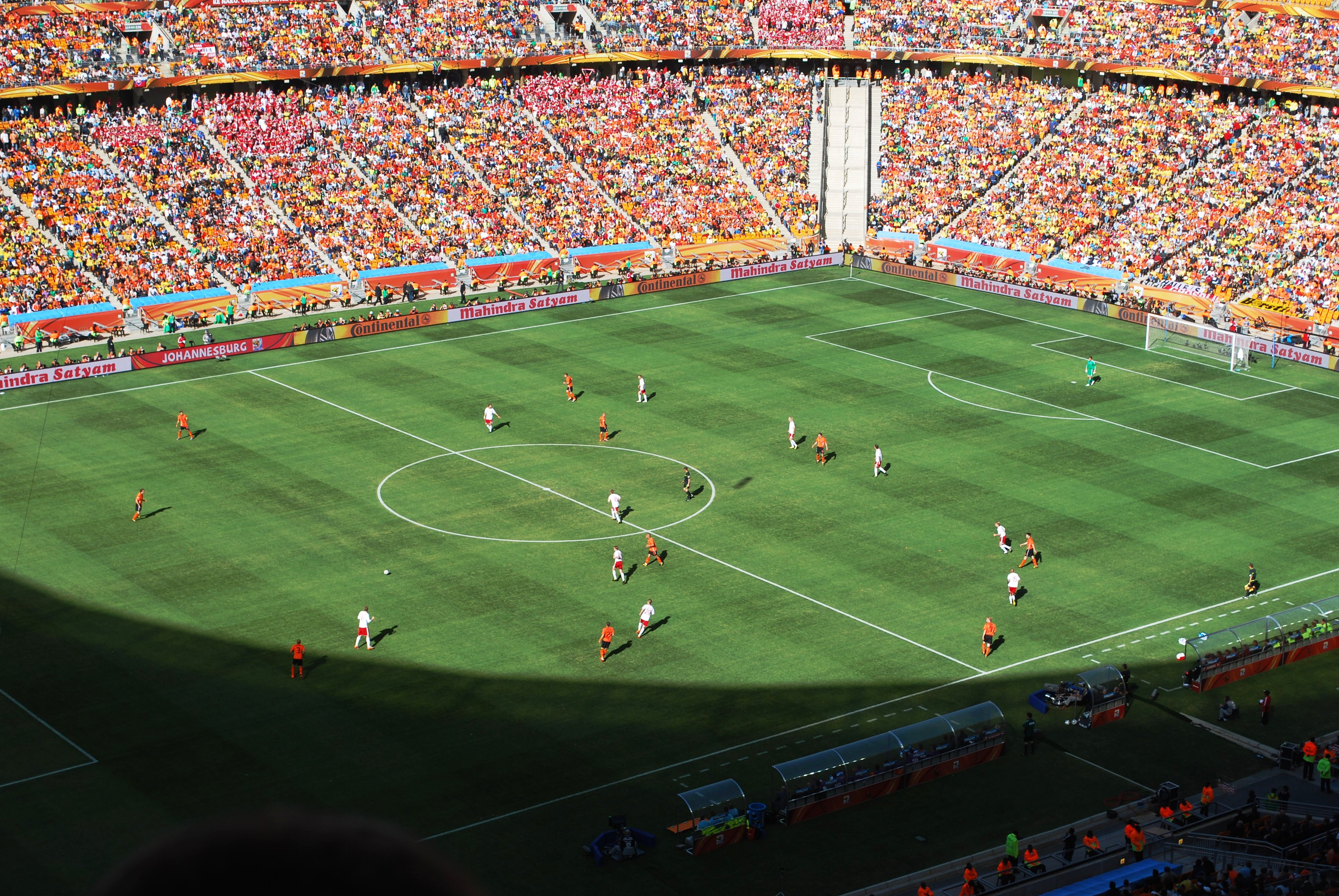
Szene aus dem Spiel Niederlande – Dänemark während des Vorrundenspiels der Fußballweltmeisterschaft 2010

Den neuen Anlauf auf den Weltmeistertitel machte der Vize von 1974 und 1978 mit Bondscoach Bert van Marwijk, der nach der EM 2008 Marco van Basten abgelöst hatte. Als erstes Team aus Europa qualifizierte Oranje sich bereits am 6. Juni 2009. Nach der überzeugenden Vorrunde der Europameisterschaft (EM) und dem enttäuschenden Aus im Viertelfinale weckte die Qualifikation zur WM erneut große Erwartungen. In dem Land, das seit Mitte des 17. Jahrhunderts von Niederländern besiedelt worden war, soll endlich der zweite internationale Titel eingefahren werden. Zur Auslosung wurde die niederländische Mannschaft etwas überraschend als einer der Gruppenköpfe gesetzt. Die FIFA wich von ihrem zuletzt praktizierten System ab, nach dem die Platzierungen der vergangenen internationalen Turniere in die Wertung eingingen, und richtete sich nach der Weltrangliste, auf der die niederländische Mannschaft zum Zeitpunkt der Auslosung auf Rang drei geführt wurden. Sie erhielten somit den Vorzug vor Frankreich und Portugal. Ihnen wurden aus Europa Dänemark, aus Asien Japan, und aus Afrika Kamerun zugelost. Dänemark war der vorletzte Gegner vor der EM 2008 gewesen; damals gab es ein 1:1 in Eindhoven; die Japaner besiegte Oranje im ersten Aufeinandertreffen im September 2009 mit 3:0; Kamerun war zuletzt im Mai 2006 Gegner in Rotterdam, damals gab es einen 1:0-Sieg. Anfang März 2010 verlängerte der KNVB van Marwijks Vertrag um zwei Jahre bis nach der EM 2012, auch um in dieser Hinsicht für Gewissheit und Ruhe im Team zu sorgen. Der Bondscoach sah sein Team im März 2010 neben „Spanien, Brasilien und Außenseiter England“ als einen der Titelkandidaten. Es sei wie 2002 beim damaligen UEFA-Pokalsieger Feyenoord: Damals „hatten wir nicht die besten Spieler, aber sicher das beste Team“.
Die direkte WM-Vorbereitung begann am 10. Mai 2010 in Hoenderloo. Zunächst achtzehn Spieler kamen zum gemeinsamen Training zusammen. Vom 19. bis 31. Mai 2010 bezog der gesamte vorläufige Kader ein Trainingslager im österreichischen Seefeld, in dessen Rahmen das Team ein Länderspiel gegen WM-Teilnehmer Mexiko im Freiburger Dreisamstadion dank zweier Treffer van Persies mit 2:1 gewann. Weitere Vorbereitungsspiele folgen Anfang Juni gegen den deutschen WM-Gruppengegner Ghana und gegen Ungarn.

## Qualifikation
Die Niederländer konnten sich in ihrer Qualifikationsgruppe 9 ohne Punktverlust den ersten Platz sichern. Das Team zeigte sich in den Spielen insbesondere in der Defensive auf den Punkt fit; lediglich in Mazedonien und auf Island konnte der Gegner einen eigenen Treffer verzeichnen. Auch in den Freundschaftsspielen der Saisons 2008/09 und 2009/10 war die Leistung der Abwehr Garant dafür, dass seit dem ersten Spiel gegen Australien (1:2) bis Ende des Jahres 2009 kein Spiel verloren ging; allerdings endeten die drei letzten Spiele des Jahres 2009, erneut gegen die Socceroos sowie gegen Italien und Paraguay, allesamt 0:0.
| Mazedonien  | – | Niederlande | 1:2 (0:0) |
| Niederlande | – | Island      | 2:0 (1:0) |
| Norwegen    | – | Niederlande | 0:1 (0:0) |
| Niederlande | – | Schottland  | 3:0 (2:0) |
| Niederlande | – | Mazedonien  | 4:0 (3:0) |
| Island      | – | Niederlande | 1:2 (0:2) |
| Niederlande | – | Norwegen    | 2:0 (1:0) |
| Schottland  | – | Niederlande | 0:1 (0:0) |

- Die Tore erzielten Huntelaar (3), Kuyt (3), van Bommel (2), van der Vaart (2), Elia, Heitinga, de Jong, Mathijsen, Ooijer, van Persie und Robben.

### Abschlusstabelle
| Rang | Land        | Tore | Punkte |
| ---- | ----------- | ---- | ------ |
| 1    | Niederlande | 17:2 | 24     |
| 2    | Norwegen    | 9:7  | 10     |
| 3    | Schottland  | 6:11 | 10     |
| 4    | Mazedonien  | 5:11 | 7      |
| 5    | Island      | 7:13 | 5      |

## Niederländisches Aufgebot
Am 11. Mai 2010 gab Bundestrainer Bert van Marwijk seinen vorläufigen 30er-Kader bekannt. Mit seinem Aufgebot setzte er den Gerüchten über ein Comeback Ruud van Nistelrooys ein Ende. Etwas überraschend kamen die Berufungen von Jeremain Lens und Vurnon Anita, die beide zuvor keinen Einsatz im A-Nationalteam hatten. Am Ende der ersten Trainingsphase in Hoenderloo strich der Bondscoach die drei Mittelfeldakteure Otman Bakkal, Wout Brama und David Mendes da Silva. Vier weitere Feldspieler wurden am 27. Mai nach dem Testspiel gegen Mexiko gestrichen: neben den beiden Neulingen Anita und Lens waren dies Orlando Engelaar und Ron Vlaar.
| Nr.               | Name                     | Verein vor WM-Beginn | Geburtstag | Spiele   | Tore     |          |          |          |          |
| Torhüter          | Torhüter                 | Torhüter             | Torhüter   | Torhüter | Torhüter | Torhüter | Torhüter | Torhüter | Torhüter |
| ----------------- | ------------------------ | -------------------- | ---------- | -------- | -------- | -------- | -------- | -------- | -------- |
| 1                 | Maarten Stekelenburg     | Ajax Amsterdam       | 22.09.1982 | 7        | 0        | 1        | 0        | 0        |          |
| 16                | Michel Vorm              | FC Utrecht           | 20.10.1983 | 0        | 0        | 0        | 0        | 0        |          |
| 22                | Sander Boschker          | FC Twente Enschede   | 20.10.1970 | 0        | 0        | 0        | 0        | 0        |          |
| Abwehrspieler     |                          |                      |            |          |          |          |          |          |          |
| 2                 | Gregory van der Wiel     | Ajax Amsterdam       | 03.02.1988 | 5        | 0        | 3        | 0        | 0        |          |
| 3                 | John Heitinga            | FC Everton           | 15.11.1983 | 7        | 0        | 1        | 1        | 0        |          |
| 4                 | Joris Mathijsen          | Hamburger SV         | 05.04.1980 | 6        | 0        | 1        | 0        | 0        |          |
| 5                 | Giovanni van Bronckhorst | Feyenoord Rotterdam  | 05.02.1975 | 7        | 1        | 2        | 0        | 0        |          |
| 12                | Khalid Boulahrouz        | VfB Stuttgart        | 28.12.1981 | 2        | 0        | 1        | 0        | 0        |          |
| 13                | André Ooijer             | PSV Eindhoven        | 11.07.1974 | 1        | 0        | 1        | 0        | 0        |          |
| 15                | Edson Braafheid          | Celtic Glasgow       | 08.04.1983 | 1        | 0        | 0        | 0        | 0        |          |
| Mittelfeldspieler |                          |                      |            |          |          |          |          |          |          |
| 6                 | Mark van Bommel          | FC Bayern München    | 22.04.1977 | 7        | 0        | 2        | 0        | 0        |          |
| 8                 | Nigel de Jong            | Manchester City      | 30.11.1984 | 6        | 0        | 3        | 0        | 0        |          |
| 10                | Wesley Sneijder          | Inter Mailand        | 09.06.1984 | 7        | 5        | 1        | 0        | 0        |          |
| 11                | Arjen Robben             | FC Bayern München    | 23.01.1984 | 5        | 2        | 2        | 0        | 0        |          |
| 14                | Demy de Zeeuw            | Ajax Amsterdam       | 26.05.1983 | 2        | 0        | 0        | 0        | 0        |          |
| 17                | Eljero Elia              | Hamburger SV         | 13.02.1987 | 6        | 0        | 0        | 0        | 0        |          |
| 18                | Stijn Schaars            | AZ Alkmaar           | 11.01.1984 | 0        | 0        | 0        | 0        | 0        |          |
| 20                | Ibrahim Afellay          | PSV Eindhoven        | 02.04.1986 | 3        | 0        | 0        | 0        | 0        |          |
| 23                | Rafael van der Vaart     | Real Madrid          | 11.02.1983 | 5        | 0        | 1        | 0        | 0        |          |
| Stürmer           |                          |                      |            |          |          |          |          |          |          |
| 7                 | Dirk Kuyt                | FC Liverpool         | 22.07.1980 | 7        | 1        | 1        | 0        | 0        |          |
| 9                 | Robin van Persie         | FC Arsenal           | 06.08.1983 | 7        | 1        | 2        | 0        | 0        |          |
| 19                | Ryan Babel               | FC Liverpool         | 19.12.1986 | 0        | 0        | 0        | 0        | 0        |          |
| 21                | Klaas-Jan Huntelaar      | AC Mailand           | 12.08.1983 | 4        | 1        | 0        | 0        | 0        |          |
| Trainer           |                          |                      |            |          |          |          |          |          |          |
|                   | Bert van Marwijk         |                      | 19.05.1952 |          |          |          |          |          |          |

## Quartier der Mannschaft
Während der Weltmeisterschaft bezog die niederländische Mannschaft ihr Basislager im Sportkomplex der Wits University in Johannesburg. Spieler und Delegation wohnten im Sandton Hilton.

## Vorrunde
| Rang | Land        | Tore | Punkte |
| ---- | ----------- | ---- | ------ |
| 1    | Niederlande | 5:1  | 9      |
| 2    | Japan       | 4:2  | 6      |
| 3    | Dänemark    | 3:6  | 3      |
| 4    | Kamerun     | 2:5  | 0      |

Die Niederlande waren einer der wenigen Gruppenfavoriten, die souverän durch die Vorrunde kamen. Alle drei Partien wurden gewonnen und auch wenn die Niederländer nicht brillierten, so bestimmten sie doch gegen alle Gegner das Spiel. Außer den Niederlanden kam nur Argentinien ohne Punktverlust ins Achtelfinale.
- Montag, 14. Juni 2010; 13:30 Uhr in Johannesburg (Soccer City)
  Niederlande –  Dänemark 2:0 (0:0)

- Samstag, 19. Juni 2010; 13:30 Uhr in Durban
  Niederlande –  Japan 1:0 (0:0)

- Donnerstag, 24. Juni 2010; 20:30 Uhr in Kapstadt
  Kamerun –  Niederlande 1:2 (0:1)

Details siehe Fußball-Weltmeisterschaft 2010#Gruppe E

## Finalrunde
Details siehe Fußball-Weltmeisterschaft 2010/Finalrunde

### Achtelfinale
- Montag, 28. Juni 2010; 16:00 Uhr in Durban
  Niederlande –  Slowakei 2:1 (1:0)

### Viertelfinale
- Freitag, 2. Juli 2010; 16:00 Uhr in Port Elizabeth
  Niederlande –  Brasilien 2:1 (0:1)

### Halbfinale
- Dienstag, 6. Juli 2010; 20:30 Uhr in Kapstadt
  Uruguay –  Niederlande 2:3 (1:1)

### Finale
- Sonntag, 11. Juli 2010; 20:30 Uhr in Johannesburg (Soccer City)
  Niederlande –  Spanien 0:1 n. V.